# Субъективный опыт
Субъекти́вный о́пыт, субъекти́вное пережива́ние — фундаментальное философское и психологическое понятие, переживание, испытываемое только одним человеком, элемент субъективной реальности. Играет базовую роль в описании психической жизни человека в большинстве подходов.
Вопрос выделения объективных компонент (внешней реальности) из субъективного опыта является одним из центральных вопросов гносеологии, по-разному решаемым в различных школах философии.
В рамках психологии и педагогики также рассматривается более конкретная трактовка субъективного опыта как структуры индивидуального знания и навыков, приобретённых в процессе обучения: в системной психофизиологии формированием элемента субъективного опыта называется системогенез — образование, при обучении, новой системы, направленной на достижение полезного приспособительного результата.

## В философии и науке о сознании
А. Ревонсуо определяет ментальную жизнь как состоящую из субъективных переживаний, а сознание как «внутренний поток субъективных переживаний, непосредственно присутствующий в нас и постоянно обнаруживающий себя нам», объявляя науку о сознании «наукой о субъективном опыте». По словам Ревонсуо, необходимость развития новой области науки обусловлена тем, что существующие научные дисциплины, занимающиеся изучением поведения, мышления или мозга (бихевиоризм, когнитивная психология, когнитивная нейробиология) игнорируют субъективный опыт, ограничиваясь изучением исключительно объективных феноменов.
Дэвид Чалмерс отмечает, что когнитивная психология и когнитивная нейробиология занимаются изучением сознания  исключительно от третьего лица, тогда как для понимания субъективного опыта необходимо изучение сознания от первого лица. По мнению Чалмерса, наука о сознании должна систематически интегрировать два этих класса данных. Субъективный опыт включает в себя следующие данные от первого лица:
- зрительный, слуховой, осязательный опыт;
- телесный опыт;
- психические образы;
- эмоциональный опыт;
- разворачивающиеся размышления[6].